# Thunder Horse (campo petrolifero)
Thunder Horse è un grande giacimento petrolifero offshore in acque profonde nel Golfo del Messico, a circa 240 km a sud-est di New Orleans, in Louisiana. All'inizio del 2019, furono annunciate grandi nuove scoperte petrolifere al suo interno.

## Descrizione
Il giacimento è stato esplorato da BP plc e dal partner al 25% ExxonMobil. È la più grande piattaforma di produzione offshore nel Golfo, con una capacità di lavorazione di 250 mila barili al giorno di petrolio e 5.700.000 Sm³/g) di gas naturale, e si ritiene che il giacimento contenga oltre 1 miliardo di barili di petrolio. La produzione effettiva si è avvicinata alla capacità nel marzo 2009, ma subito dopo ha iniziato a diminuire.
Nel gennaio 2019, BP annunciò che all'interno del giacimento era stato trovato un nuovo miliardo di barili di petrolio.

## Scoperta e sviluppo
Il campo petrolifero Thunder Horse fu perforato nel 1999 sul blocco 778 del Canyon del Mississippi. Venne trivellato a una profondità di 7.850 m dalla nave di perforazione Discoverer 534, incontrando tre successive sacche di petrolio.
Un secondo pozzo venne perforato nel blocco 822, 2,4 km a sud-est della scoperta iniziale, raggiungendo una profondità di 8.800 m nel novembre 2000 e incontrò, anche in questo caso, tre sacche di petrolio.
Nel febbraio 2001 un nuovo campo noto come Thunder Horse North fu trivellato nel blocco 776, a circa 8 km a nord-ovest del campo originale. Questo pozzo ha raggiunto i 7.900 m e ha nuovamente incontrato tre successive sacche di petrolio.
In realtà, lo sviluppo del campo è stata una grande sfida tecnologica a causa della profondità del ritrovamento. Non solo le distanze sono grandi, ma a tali profondità le formazioni che trattengono gli idrocarburi creano pressioni superiori a 1.200 bar (120 MPa) e temperature di 135 °C (275 °F). Prima di Thunder Horse, nessun campo era mai stato sviluppato a una tale profondità.
A seguito di lunghi ritardi causati dalla necessità di riparare e sostituire componenti nel sistema sottomarino (a seguito di un guasto durante i controlli pre-commissioning), "First oil" è arrivato il 14 giugno 2008. Da allora, Thunder Horse ha costantemente aumentato la sua produzione trivellando nuovi pozzi. Nel marzo 2009, Thunder Horse ha prodotto quasi 250.000 barili al giorno (40.000 Sm³/g) di petrolio equivalente in petrolio e gas naturale da sette pozzi. Era in progetto di aggiungere altri due pozzi nel 2009, per sviluppare ulteriormente l'estremità nord del campo. Nel gennaio 2010 i dati MMS indicavano che la produzione giornaliera totale durante il 2009 era scesa da circa 250.000 a 175.000 barili al giorno (da 39.700 a 27.800 Sm³/g). Il The Washington Post osservò nel maggio 2010 che "There could be less off-shore oil than the [Obama] administration assumes" (in italiano "Potrebbe esserci meno petrolio offshore di quanto ipotizza il presidente [Obama]" citando un'analisi in The Oil Drum di Glenn Morton, un consulente per progetti di esplorazione petrolifera che affermò che "Thunder Horse hasn't reached anywhere near its expected potential," (in italiano "Thunder Horse non ha raggiunto neanche lontanamente il suo potenziale previsto,"), nel petrolio o nel gas naturale, un fatto che "underscore[s] the point that deepwater oil drilling is a tricky process, and not always as easy or predictable as thought" (in italiano "sottolinea il punto che la trivellazione petrolifera in acque profonde è un processo complicato e non sempre così facile o prevedibile come si pensava"). Entro gennaio 2022, Thunder Horse produceva di nuovo 200.000 barili di petrolio al giorno.

## PiattaformaThunder Horse PDQ
La Thunder Horse PDQ è la più grande piattaforma petrolifera di produzione semi-sommergibile ormeggiata al mondo, situata a 1.920 metri nel blocco 778/822 del Canyon del Mississippi, a circa 240 km a sud-est di New Orleans.

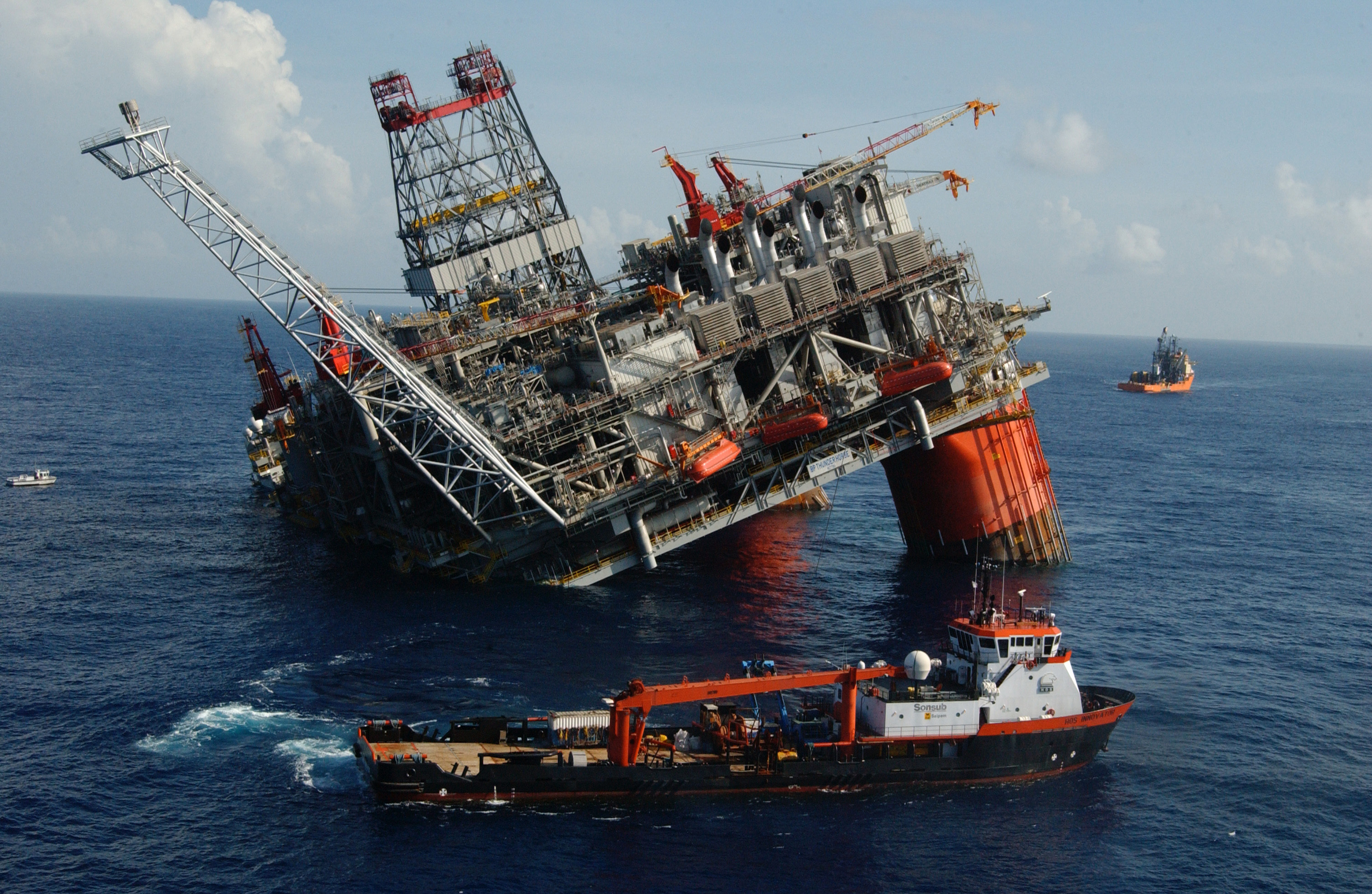
L'inclinazione della Thunder Horse

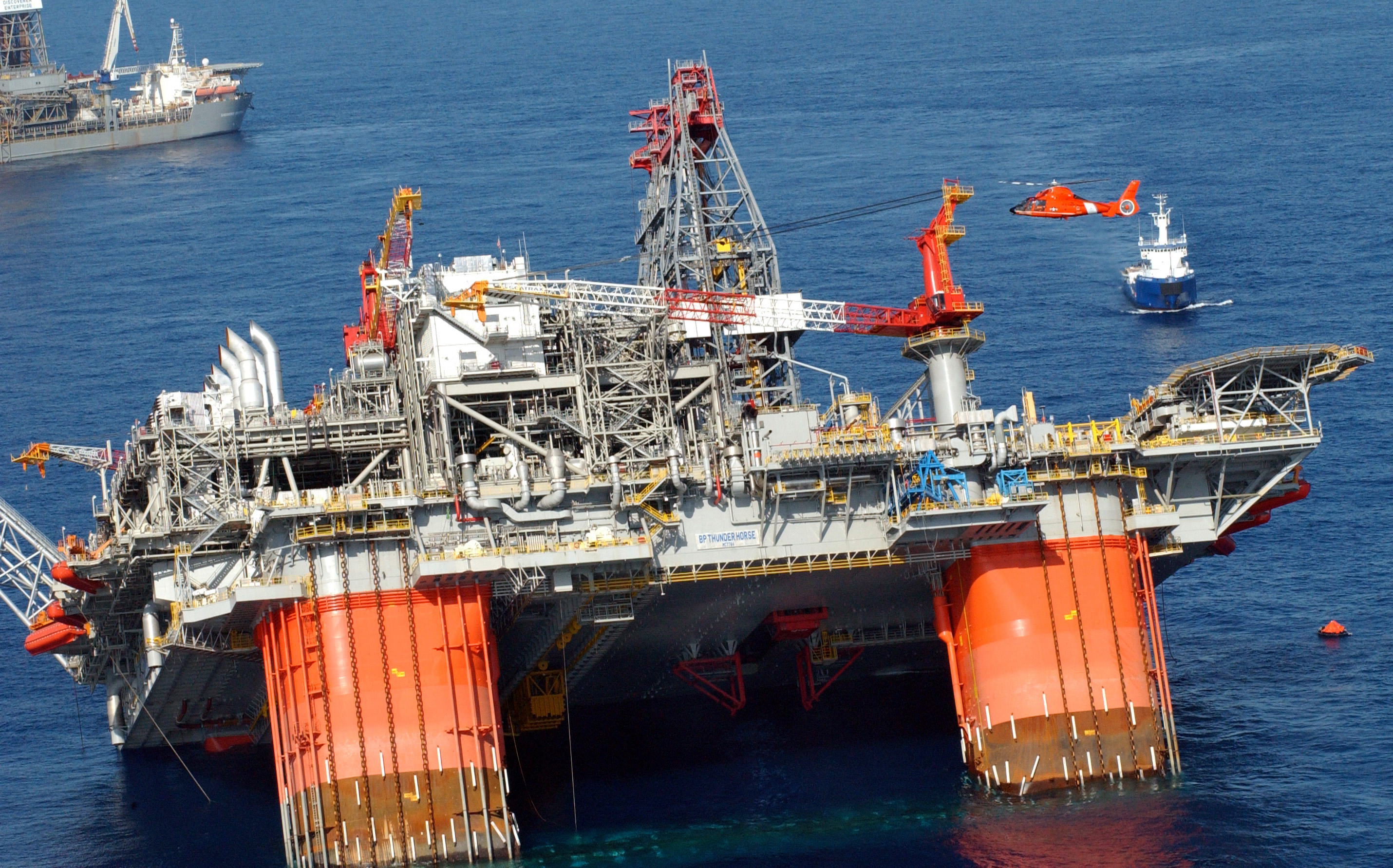

La sezione dello scafo è stata costruita da DSME in Corea del Sud e consegnata a Kiewit Offshore Services a Ingleside, in Texas, il 23 settembre 2004 a bordo della MV Blue Marlin per il completamento. La Thunder Horse fu terminata presso Kiewit Offshore Services nella vicina Ingleside, in Texas.
La Thunder Horse PDQ venne evacuata con l'avvicinarsi dell'uragano Dennis nel luglio 2005. Dopo il passaggio dell'uragano, la piattaforma si stava inclinando pericolosamente. La piattaforma venne progettata per una durata di 100 anni e le squadre di ispezione non riscontrarono danni allo scafo e non fu prelevata acqua da perdite attraverso lo scafo. Invece, un tubo lungo 15 cm con impianto errato permise all'acqua di fluire liberamente tra diversi serbatoi di zavorra così da innescare una catena di eventi che hanno causato l'inclinazione della piattaforma nell'acqua. La piattaforma venne completamente raddrizzata circa una settimana dopo il passaggio di Dennis, ritardando la produzione commerciale inizialmente prevista per la fine del 2005. Durante le riparazioni, si scoprì che il collettore sottomarino era gravemente incrinato a causa di tubi saldati male. L'ingegnere progettista della piattaforma, Gordon Aaker, affermò che il collettore rotto avrebbe potuto causato una catastrofica fuoriuscita di petrolio.
La piattaforma fu interessata anche dal passaggio dell'uragano Katrina, sei settimane dopo, ma non fu danneggiata.

## Controversia sul nome
Originariamente chiamato Crazy Horse, BP cambiò il nome per rispetto ai discendenti dell'omonimo guerriero nativo americano. La compagnia affermò di aver agito dopo che la famiglia del guerriero Lakota e leader spirituale aveva detto loro che l'uso del suo nome al di fuori di un contesto spirituale è sacrilego.